# Buyan Kelumbi
Buyan Kelumbi is een plaats in het bestuurlijke gebied Bangka Barat in de provincie Bangka-Belitung, Indonesië. De plaats telt 1329 inwoners (volkstelling 2010).